# Debüt eines Rechtsanwalts

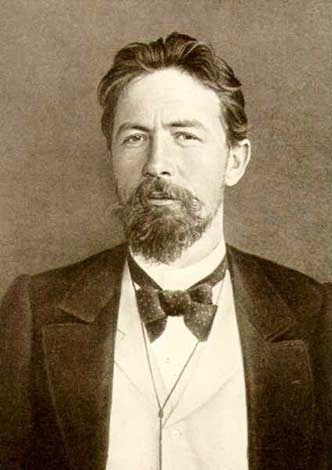
Anton Tschechow

Debüt eines Rechtsanwalts (russisch Первый дебют, Perwy debjut) ist eine Kurzgeschichte des russischen Schriftstellers Anton Tschechow, die am 13. Januar 1886 in der Tageszeitung Peterburgskaja gaseta erschien.
„Die Advokatur ist zum Teufel!“ gesteht sich der Rechtsanwalt Pjatjorkin ein, als er sich durch Regen und Schneematsch aus der Kreisstadt N. nach Hause kutschieren lässt. Bei der Verteidigung eines der Brandstiftung beschuldigten Krämers hatte Pjatjorkin seiner Erinnerung nach eine traurige Figur abgegeben. Stotternd hatte Pjatjorkin sich in einfachen Satzkonstruktionen so gründlich verheddert, dass Staatsanwalt von Pach und Zivilkläger Semetschkin sich vor dem werten Publikum im Sitzungssaal für diesen Tölpel und Schafskopf vielmals entschuldigen mussten.
Alsbaldige Heimkehr ist bei dem abscheulichen Wetter undenkbar. In der Hütte des Hilfsförsters Luka muss übernachtet werden. Wer sitzt drinnen am Tisch? Von Pach und Semetschkin heißen Pjatjorkin willkommen und schwafeln über jene unglückselige Sitzung. „Schweine“, denkt der Rechtsanwalt und schielt „auf seine Feinde. Sie haben einen Menschen beleidigt und in den Schmutz gezogen, und jetzt reden sie, als wäre gar nichts gewesen.“
Nachdem man gemeinsam heißen Tee getrunken und sich „in diesem Stall“ nebeneinander schlafen gelegt hat, scheint es den beiden Profis, als sei der Neuling Pjatjorkin sofort eingeschlafen. Von Pach und Semetschkin rätseln, womit sie Schestjorkin – wie sie den frischgebackenen Rechtsanwalt fälschlicherweise nennen – beleidigt haben könnten und loben seinen Auftritt vor den Schranken des Gerichts: „… so hitzig und voll Temperament“. Beide Herren sind sich einig – „in fünf Jahren wird er ein guter Advokat“ sein.
Pjatjorkin hält das Gerede nicht länger aus. Er weint hysterisch vor den zwei Kollegen über deren Gemeinheiten vor dem Richter. Die Zwei finden, es sei gar nichts Gemeines dabei gewesen. Im Gegenteil – „alles war so, wie es sein muß.“ Pjatjorkin kann sich nicht beruhigen. Von Pach und Semetschkin betreuen ihn „die ganze Nacht hindurch wie ein Kind“.

## Verwendete Ausgabe
- Gerhard Dick (Hrsg.), Wolf Düwel (Hrsg.): Anton Tschechow: Gesammelte Werke in Einzelbänden: Debüt eines Rechtsanwalts. S. 459–467 in: Gerhard Dick (Hrsg.): Anton Tschechow: Vom Regen in die Traufe. Kurzgeschichten. Aus dem Russischen übersetzt von Ada Knipper und Gerhard Dick. Mit einem Vorwort von Wolf Düwel. 630 Seiten. Rütten & Loening, Berlin 1964 (1. Aufl.)[2]